# Krásníkotvaré
Krásníkotvaré (Teloschistales) je řád vřeckovýtrusných lišejníků z podtřídy Lecanoromycetidae.

## Čeledi
- hnědenkovité (Fuscideaceae)
- Letrouitiaceae
- krásníkovité (Teloschistaceae)